# ビラル・クサ
ビラル・クサ（トルコ語: Bilal Kısa、1983年6月22日 - ）は、トルコ・アマスィヤ県メルズィフォンの元プロサッカー選手。元トルコ代表。現役時代のポジションはMF。

## 代表歴
2006年3月29日、エストニア代表戦でA代表初出場。その後代表に招集されない時期が続いたが、2013年11月25日の北アイルランド代表戦で7年半ぶりに出場した。2014年11月12日に行われたブラジル代表戦が最後の出場となった。

## 個人成績
代表での得点一覧
| # | 日附           | 場所                         | 対戦相手 | 得点 | 結果 | 大会               |
| - | -------------- | ---------------------------- | -------- | ---- | ---- | ------------------ |
| 1 | 2014年10月13日 | リガ・スコント・スタディオン | ラトビア | 1–0  | 1–1  | UEFA EURO 2016予選 |

## タイトル
ガラタサライSK
- テュルキエ・クパス：2015–16
- スュペル・クパ（トルコ語版）：2015

アクヒサル・ベレディイェスポル
- スュペル・クパ：2018